# Galusha A. Grow

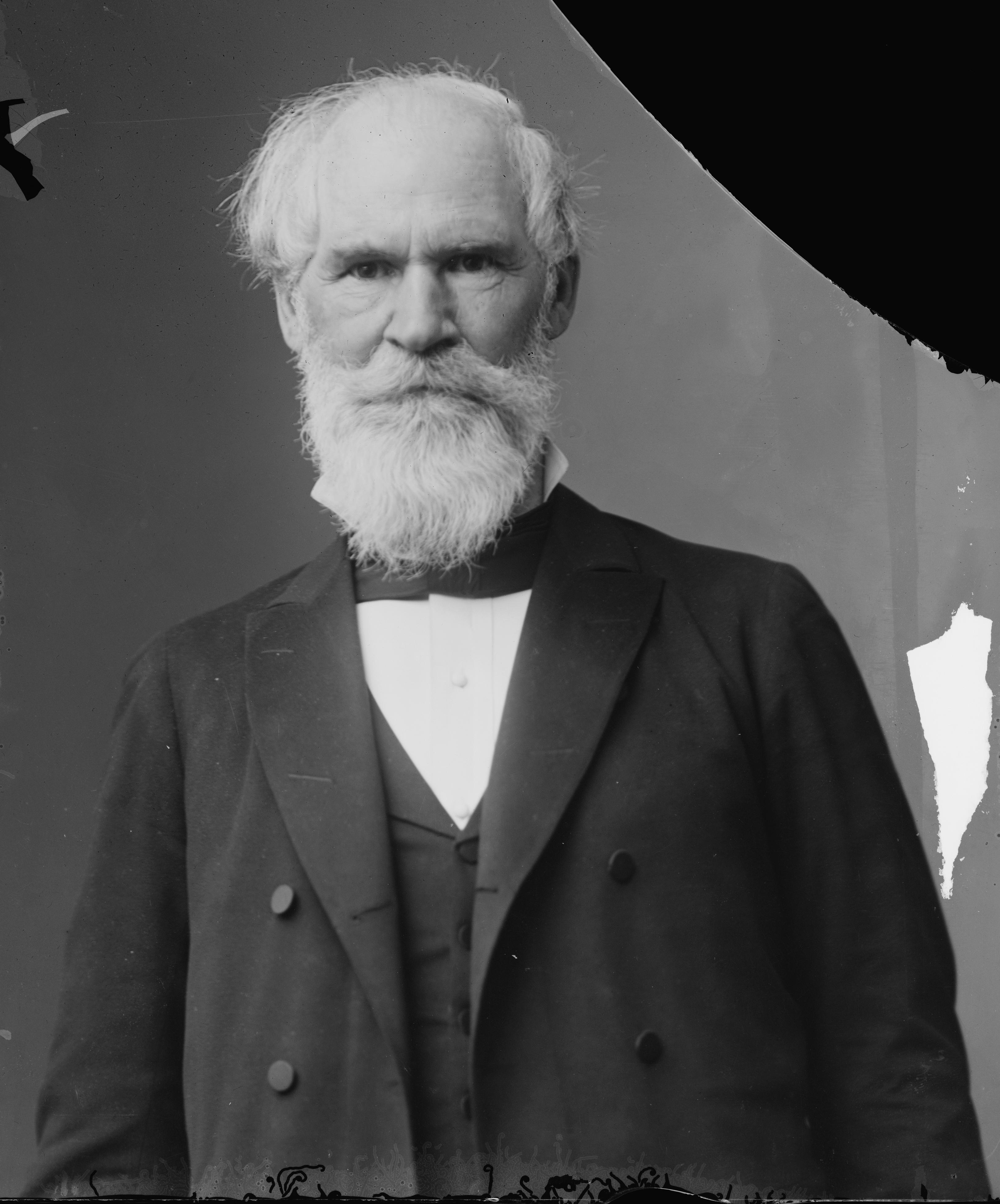
Galusha A. Grow

Galusha Aaron Grow, född 31 augusti 1822 i Ashford, Connecticut, död 31 mars 1907 i Glenwood, Pennsylvania, var en amerikansk politiker. Han var talman i USA:s representanthus 1861–1863.
Grow utexaminerades 1844 från Amherst College. Han studerade därefter juridik och inledde 1847 sin karriär som advokat i Susquehanna County, Pennsylvania.
Han var ledamot av representanthuset från Pennsylvania 1851–1863 och 1894–1903. De tre första gångerna kandiderade han som demokrat och bytte sedan parti till republikanerna.